# Muscle aryténoïdien oblique
Le muscle aryténoïdien oblique (ou muscle ary-aryténoïdien oblique ou muscle interaryténoïdien oblique) est un muscle pair du larynx.

## Description
Le muscle aryténoïdien oblique est constitué du plan postérieur du muscle ary-aryténoïdien.
Il a une forme quadrilatère constituée de fibres tendues obliquement entre le la face postérieure du processus musculaire d'un cartilage aryténoïde et le la face postérieure du cartilage aryténoïde controlatéral tels que les muscles aryténoïdiens obliques gauche et droit s'entrecroisent médialement.
Certaines fibres  se réfléchissent au sommet du cartilage aryténoïde et se continuent dans le pli ary-épiglottique jusqu’au bord latéral du cartilage épiglottique où elles se fixent : c’est la partie aryépiglottique du muscle aryténoïdien oblique ou muscle aryténo-épiglottique.

## Fonction
Le muscle aryténoïdien oblique participe à l’adduction des plis vocaux et à constriction de la glotte. 

## Innervation
Le muscle aryténoïdien oblique est innervé par le nerf laryngé récurrent.